# Prionolabis sequoiarum
Prionolabis sequoiarum là một loài ruồi trong họ Limoniidae. Chúng phân bố ở miền Tân bắc.